# Entephria italicata
Entephria italicata là một loài bướm đêm trong họ Geometridae.